# 77号州际公路
77号州际公路（英語：Interstate 77）是一条南北方向的州际公路。该公路连接了南卡罗来纳州哥伦比亚和俄亥俄州克里夫兰，全长613.41英里。